# Spiranthes stellata
Spiranthes stellata är en orkidéart som beskrevs av P.M.Br., Dueck och K.M.Cameron. Spiranthes stellata ingår i släktet skruvaxsläktet, och familjen orkidéer. Inga underarter finns listade i Catalogue of Life.